# Трисилікати
Трисилікати (рос. трисиликаты, англ. threesilicates, нім. Trisilikate n pl) — силікати, в яких відношення кількості йонів кисню, зв'язаного з кремнієм, до кількості кисню, зв'язаного з основами дорівнює трьом. 
Наприклад, в альбіті — 6SiO3·Na2O·Al2O3.